# Team Dragon from AKB48
Team Dragon from AKB48 (チームドラゴン from AKB48, Chiimu doragon from AKB48, généralement abrégé en Team Dragon) est un groupe féminin de J-pop créé en 2010, produit par Yasushi Akimoto, composé de sept idoles japonaises dont la populaire Atsuko Maeda. C'est un sous-groupe du groupe AKB48, dont ses membres font partie en parallèle, créé pour interpréter le nouveau thème de fin de la série anime Dragon Ball Z Kai à partir de mai 2010. Le single en question, Kokoro no Hane, sorti en onze versions différentes au Japon, se classe No 1 des ventes à l'oricon. Le nom Team Dragon est une référence au titre de la série et aux équipes qui constituent AKB48 : les Team A, Team K et Team B.

## Membres
- Atsuko Maeda
- Minami Takahashi
- Yuki Kashiwagi
- Haruna Kojima
- Yuko Oshima
- Tomomi Itano
- Mayu Watanabe

## Discographie

### Single
- 21 juillet 2010 : Kokoro no Hane (心の羽根?)
  - version CD avec couverture Dragon Ball Z Kai
  - version CD+DVD avec couverture Team Dragon et carte Mayu Watanabe